# Pittsburg (Kansas)
Pittsburg é uma cidade localizada no estado americano de Kansas, no Condado de Crawford.

## Demografia
Segundo censo americano de 2000, a sua população era de 19.243 habitantes.
Em 2006, foi estimada uma população de 19.120, um decréscimo de 123 (-0.6%).

## Geografia
De acordo com o United States Census Bureau tem uma área de
32,4 km², dos quais 32,2 km² cobertos por terra e 0,2 km² cobertos por água. Pittsburg localiza-se a aproximadamente 293 m acima do nível do mar.

## Localidades na vizinhança
O diagrama seguinte representa as localidades num raio de 16 km ao redor de Pittsburg.